# Auguste Prosper Daguillon
Auguste Prosper Daguillon est un botaniste français, né le 6 juillet 1862 dans le Ve arrondissement de Paris et mort le 17 juillet 1908 dans cette même ville.

## Biographie
Son père était fonctionnaire. Il fait des études à Paris et obtient son baccalauréat en 1879. Il est reçu à l’École polytechnique et à l’École normale supérieure, il choisira ce dernier établissement. Il est licencié en 1883 et en 1884, agrégé de sciences naturelles en 1885. Sa thèse de doctorat, de 1890, porte sur des Recherches morphologiques sur les feuilles des conifères. Il se marie en 1892, union dont naîtront cinq enfants.
Il enseigne dans des lycées à Vanves (1884), Bordeaux (1885), Vanves à nouveau (1886), Paris (1890). En 1894, il commence à enseigner à la faculté des sciences de Paris comme maître de conférences (1894), chargé de cours (1900) puis comme professeur adjoint (1905). Il est le vice-président de la Société botanique de France. Daguillon est l’auteur de nombreux manuels scolaires. Il s'intéresse également à l'étude des cécidies auxquelles il consacre plusieurs articles dans la Revue générale de botanique.

## Liste partielle des publications
- 1887 : Notions de zoologie à l'usage de l'enseignement secondaire, Belin (Paris) : viii + 327 p.
- 1891 : Notions de botanique à l'usage de l'enseignement secondaire, Belin (Paris) : 198 p.
- 1893 : Cours complet d'histoire naturelle, à l'usage de l'enseignement primaire supérieur, Belin (Paris) : 166 p.
- 1897 : Anatomie et physiologie animales, à l'usage des élèves de l'enseignement secondaire classique, Belin (Paris) : 512 p.
- 1904 : Précis d'histoire naturelle (zoologie, botanique, géologie), Belin (Paris) : 823 p.

## Source
- Christophe Charle et Eva Telkes (1989). Les Professeurs de la Faculté des sciences de Paris. Dictionnaire biographique (1901-1939), Institut national de recherche pédagogique (Paris) et CNRS Éditions, collection Histoire biographique de l’Enseignement : 270 p.  (ISBN 2-222-04336-0)